# Municipio de Eden (condado de Mason)
El municipio de Eden (en inglés: Eden Township) es un municipio ubicado en el condado de Mason en el estado estadounidense de Míchigan. En el año 2010 tenía una población de 582 habitantes y una densidad poblacional de 6,27 personas por km².

## Geografía
El municipio de Eden se encuentra ubicado en las coordenadas 43°51′43″N 86°13′50″O / 43.86194, -86.23056. Según la Oficina del Censo de los Estados Unidos, el municipio tiene una superficie total de 92.9 km², de la cual 91,72 km² corresponden a tierra firme y (1,27 %) 1,18 km² es agua.

## Demografía
Según el censo de 2010, había 582 personas residiendo en el municipio de Eden. La densidad de población era de 6,27 hab./km². De los 582 habitantes, el municipio de Eden estaba compuesto por el 95,02 % blancos, el 0,52 % eran afroamericanos, el 1,37 % eran amerindios, el 0,52 % eran asiáticos, el 1,37 % eran de otras razas y el 1,2 % eran de una mezcla de razas. Del total de la población el 3,78 % eran hispanos o latinos de cualquier raza.